# Sigil (comics)
Pour les articles homonymes, voir Sigil.

Sigil est une série de comics publiée par CrossGen, scénarisée par Barbara Kesel puis Mark Waid, et dessinée par Ben Lai puis Scott Eaton, composée de quarante-deux épisodes.

## Équipes artistiques
- Scénario : Barbara Kesel (#1-11, 13), Mark Waid (#12, 14-20, 22), Chuck Dixon (# 21)
- Dessin : Ben Lai (#1-5), Steve McNiven (#6), Kevin Sharpe (#7-9), Scott Eaton (#10-14, 16-19, 21-22), Paul Pelletier (#15), Edouardo Barreto (#20)
- Encrage : Ray Lai (#1-5), Jordi Ensign (#6), Randy Elliot (#7-9), Andrew Henessy (#10-14, 16-19, 21-22), Mike Perkins (#15), John Dell (#20)
- Couleurs : Wil Quintana (#1-5, 7-14, 16-19, 21-22), JD Smith (#6), Jason Lambert (#15, 20)

## Synopsis
La série met en scène Samandahl Rey, un ancien soldat reconverti dans le mercenariat, jusqu'à l’apposition sur son torse de la marque du Sigil qui prend ici une forme légèrement différente des autres.
Sa coéquipière Roiya va en subir les conséquences et Ray va voir débarquer dans sa vie Zanini, une mystérieuse jeune femme, et JeMerik, qui est en fait un représentant de la force du Sigil.
Ses nouveaux amis et le pouvoir de transmutation organique conféré par la marque vont faire de lui un élément déterminant dans la guerre interplanétaire entre humains et Sauriens, compliquée par l’implication de représentants des First.

## Développements dans d'autres séries
Un événement déterminant se situant entre les épisodes 1 et 2 de Sigil est décrit par Ron Marz et Barbara Kesel (scénario) et Claudio Castellini (dessins) dans Crossgen Chronicles #1.
Le numéro 4 de Crossgen Chronicles (Mark Waid / George Pérez) raconte la naissance de l’amitié entre Samandhal et Roiya, et les causes de son inimitié avec Tchlusarud, un prince saurien.
La série fera également l'objet d’un spin-off en 2 épisodes : Saurians: Unnatural Selection (Mark Waid et Tony Bedard / Andrea Di Vito) traitant de l’origine de l’intelligence des sauriens, ainsi que d’une histoire courte, L’Arène, (scénario : Barbara Kesel ; dessin : Steve McNiven ; encrage : Dexter Vines ; couleurs : Michael Atiyeh) publiée dans la revue française The First 1.

## Publications
Les numéros 1 à 12 de la série ont été traduits en France par Semic dans les numéros 1 à 6 de la revue du même nom ; les numéros 13 à 23 dans les 10 numéros de la revue Crossgen Special.

## À noter
Le Sigil est aussi le logo de l'éditeur CrossGen et la marque distinctive apposée sur la plupart des héros de ses séries. C'est une transposition du symbole yin-yang aux couleurs jaune et rouge, mais qui peut virer d'une seule couleur dans le cas d'un porteur tourné d'une manière dominante vers les forces de la création (Sephie dans Meridian) ou de la destruction (Mordath dans Sojourn ou Ilahn dans Meridian).